# Kimberly Ruddins
Kimberly Ruddins   (Inglewood, 3 de setembre de 1963) va ser una jugadora de voleibol estatunidenca que va competir durant la dècada de 1980.
El 1984 va prendre part en els Jocs Olímpics de Los Angeles, on guanyà la medalla de plata en la competició de voleibol. Quatre anys més tard, als Jocs de Seül, finalitzà en setena posició en la mateixa competició.
En el seu palmarès també destaca una medalla de plata als Jocs Panamericans de 1983 i una de bronze als de 1987.